# قرار مجلس الأمن التابع للأمم المتحدة رقم 577
قرار مجلس الأمن التابع للأمم المتحدة رقم 577، المتخذ بالإجماع في 6 ديسمبر 1985، بعد إعادة التأكيد على القرار 571 (1985)، صادق المجلس على تقرير لجنة التحقيق التابعة لمجلس الأمن، الذي يدين النظام في جنوب إفريقيا لهجماته المستمرة وغير المبررة ضد جمهورية أنغولا الشعبية عبر الأراضي المحتلة بجنوب غرب إفريقيا.
وطالب القرار جنوب أفريقيا بسحب قواتها من الأراضي الأنغولية واحترام سيادة أنغولا. وأكد المجلس من جديد حق أنغولا في المطالبة بالتعويض عن الهجمات التي نجمت عن الخسائر في الأرواح والأضرار التي لحقت بالممتلكات. كما طلب، مرة أخرى، بشكل عاجل من الدول الأعضاء والمنظمات الدولية المساعدة في إعادة بناء البنية التحتية الاقتصادية في أنغولا.
وأخيراً، طلب المجلس من الأمين العام تقديم تقرير عن تنفيذ القرار الحالي في موعد أقصاه 30 حزيران / يونيو 1986.